# Atanasio III Dabbas
Atanasio III Dabbas (Damasco, 1647 – Aleppo, 1724) è stato un vescovo e religioso siriano.
Il patriarca Atanasio III Dabbas, a volte noto anche come Atanasio IV, fu l'ultimo patriarca di Antiochia prima della scissione finale del 1724 che divise la Chiesa melchita tra la Chiesa greco-cattolica melchita e la Chiesa greco-ortodossa di Antiochia. Fu brevemente, dal 1705 al 1707, anche arcivescovo reggente di Cipro, dove è conosciuto come Atanasio II.

## Biografia
Boulos (Paul) Dabbas nacque a Damasco nel 1647 e studiò sotto la guida dei Gesuiti. I suoi genitori erano Fadlallah Debbas (1620-1706), sacerdote, e Mariam Tarazi. Fu il primo di sei figli. Entrò nel monastero di Mar Saba dove, al momento della sua ordinazione sacerdotale, prese il nome di Procopio. In seguito fu nominato superiore di un monastero a Betlemme. In seguito si trasferì in Siria e tentò di essere nominato vescovo di Aleppo, ma senza successo.
La situazione della gerarchia della Chiesa melchita era effettivamente instabile in quel periodo.  Dopo la morte del Patriarca Macario III Zaim nel 1672, il trono patriarcale fu conteso tra suo nipote, Costantino Zaim, eletto Patriarca all'età di 20 anni (o meno) con il nome di Cirillo V Zaim, e Neofito di Chio, nipote del precedente Patriarca Eutimio III di Chio e nominato a tale posizione dal Patriarca ecumenico Dionisio IV di Costantinopoli. Nel 1682 Neofito di Chio, a causa dei suoi debiti, decise di ritirarsi, lasciando Cirillo V Zaim come unico pretendente.  Questa situazione non durò a lungo: il successivo contendente al trono patriarcale fu proprio Paolo Dabbas, appoggiato dai frati francescani (che si opponevano a Cirillo Zaim, accusato di simonia) e dallo zio materno Michele Khayat, molto influente presso la Sublime Porta. Nel 1685 Michele Khayat riuscì ad ottenere dall'Impero Ottomano un firmano che nominava Paolo Dabbas Patriarca della Chiesa Melchita. Così il 5 luglio 1685 Paolo Dabbas fu consacrato vescovo da Leonzio di Saidnaya e da altri due vescovi, e intronizzato Patriarca con il nome di Atanasio III. I successivi nove anni furono segnati dal conflitto tra lui e il precedente Patriarca pretendente, Cirillo V Zaim.
Il 10 aprile 1687, Atanasio III Dabbas fece la professione di fede cattolica e, successivamente, il 16 giugno dello stesso anno, la Congregazione Romana per la Propagazione della Fede confermò la sua elezione patriarcale. Le congratulazioni di Papa Innocenzo XI seguirono il 10 agosto. Da quella data, il Vaticano lo considerò legittimo Patriarca della Chiesa Melchita.
La lotta con Cirillo V Zaim si concluse nell'ottobre del 1694, quando i due rivali giunsero a un accordo dopo l'arbitrato di Salmon, un ebreo di Aleppo. I termini dell'accordo erano: Atanasio riconosceva Cirillo come Patriarca in cambio di 13.000 scudi, la nomina alla sede di Aleppo e il diritto alla successione alla morte di Cirillo. Questo accordo fu dichiarato nullo nel 1698 dal Vaticano, che continuò a considerare Atanasio come Patriarca.  Dal 1700 al 1704 Atanasio Dabbas viaggiò nell'Europa orientale per chiedere aiuto finanziario. Visitò in particolare la Valacchia, dove ottenne il sostegno del principe Constantin Brâncoveanu. Alla fine del 1705 il Patriarca Gabriele III di Costantinopoli lo fece eleggere Arcivescovo reggente proedros di Cipro, carica che Atanasio mantenne fino all'inizio del 1707. Al suo ritorno ad Aleppo, con l'aiuto di Abdallah Zakher, fondò una tipografia.
Nel 1716 il Patriarca regnante Cirillo V Zaim fece anch'egli professione di fede cattolica e fu accolto in comunione con Roma il 9 maggio 1718. Dopo la decisione di Cirillo, Atanasio si dichiarò ortodosso, alla guida del partito ortodosso a cui rimase fedele fino alla morte.
Il 16 gennaio 1720 Cirillo V Zaim morì e, dopo un tentativo del Patriarca ecumenico di Costantinopoli di nominare un proprio vescovo come Patriarca, Atanasio fu infine proclamato Patriarca di Antiochia, vincendo anche la candidatura, a Damasco, del filo-cattolico Euthymios Saifi, amico di Cirillo Zaim. Durante i suoi quattro anni di patriarcato, preferì vivere ad Aleppo piuttosto che a Damasco dove si trovava la sede patriarcale. Morì ad Aleppo nel 1724. Dopo la sua morte non ci sarebbe stato un altro Patriarca di Antiochia di etnia araba fino a Melezio II nel 1899.
La successione di Atanasio Dabbas mise a nudo le divisioni nella Chiesa melchita: tra i partiti filo-cattolici e filo-ortodossi, e anche tra le comunità di Damasco (che sosteneva Cirillo V Zaim) e di Aleppo (legata ad Atanasio). Atanasio Dabbas, in punto di morte, scelse come suo successore il sacerdote Silvestro (1696-1766), un accanito sostenitore del partito ortodosso di Aleppo, mentre la comunità melchita di Damasco procedette all'elezione formale del nuovo Patriarca ed elesse il filo-cattolico Cirillo VI Tanas. In seguito, il Patriarca Geremia III di Costantinopoli dichiarò invalida l'elezione di Cirillo, lo scomunicò e nominò Silvestro alla sede patriarcale di Antiochia, consacrandolo vescovo a Istanbul. Questa divisione segnò la frattura tra la Chiesa greco-ortodossa di Antiochia e la Chiesa greco-melchita cattolica.

## Opere
Atanasio Dabbas fu uno scrittore ed editore prolifico. Il suo capolavoro, "Storia del Patriarcato di Antiochia da San Pietro al 1202", fu scritto in greco e tradotto anche in latino. Curò e pubblicò anche testi liturgici, come un Liturgicon nel 1701 (utilizzato dalla Chiesa greco-melchita cattolica fino al 1839) e un Horologion nel 1702.